# Lijst van Alarmschijven in 1989
Deze hits waren in 1989 Alarmschijf bij Veronica op Radio 3:
| Nr.  | Datum        | Artiest                        | Titel                             | Hoogste positie in Top 40 |
| ---- | ------------ | ------------------------------ | --------------------------------- | ------------------------- |
| 987  | 6 januari    | MC Miker G & DJ Sven           | Nights over New York              | 15                        |
| 988  | 13 januari   | Roy Orbison                    | You Got It                        | 3                         |
| 989  | 20 januari   | Fine Young Cannibals           | She Drives Me Crazy               | 3                         |
| 990  | 27 januari   | Kim Wilde                      | Four Letter Word                  | 8                         |
| 991  | 3 februari   | Simply Red                     | It's Only Love                    | 9                         |
| 992  | 10 februari  | Simple Minds                   | Belfast Child                     | 1(2wk)                    |
| 993  | 17 februari  | Tone-Lōc                       | Wild Thing                        | 3                         |
| 994  | 24 februari  | Living in a Box                | Blow the House Down               | 11                        |
| 995  | 3 maart      | René Froger & Het Goede Doel   | Alles kan een mens gelukkig maken | 1(3wk)                    |
| 996  | 10 maart     | Madonna                        | Like a Prayer                     | 2                         |
| 997  | 17 maart     | The Reynolds Girls             | I'd Rather Jack                   | 8                         |
| 998  | 24 maart     | Roxette                        | The Look                          | 2                         |
| 999  | 31 maart     | The Beach Boys                 | Kokomo                            | 6                         |
| 1000 | 7 april      | De Dijk                        | Ik Kan Het Niet Alleen            | 18                        |
| 1001 | 14 april     | Golden Earring                 | Turn the World Around             | 10                        |
| 1002 | 21 april     | Kon Kan                        | I Beg Your Pardon                 | 3                         |
| 1003 | 28 april     | De La Soul                     | Me Myself and I                   | 1(2wk)                    |
| 1004 | 5 mei        | Deon Estus & George Michael    | Heaven Help Me                    | 25                        |
| 1005 | 12 mei       | Stevie Wonder                  | Free                              | 18                        |
| 1006 | 19 mei       | Paul McCartney                 | My Brave Face                     | 12                        |
| 1007 | 26 mei       | Madonna                        | Express Yourself                  | 5                         |
| 1008 | 2 juni       | Lisa Lisa & Cult Jam           | Little Jackie Wants to Be a Star  | 5                         |
| 1009 | 9 juni       | Gladys Knight                  | Licence to Kill                   | 2                         |
| 1010 | 16 juni      | Stan Ridgway                   | Calling Out to Carol              | 19                        |
| 1011 | 23 juni      | Don Johnson                    | Tell It Like It Is                | 6                         |
| 1012 | 30 juni      | Gloria Estefan                 | Don't Wanna Lose You              | 3                         |
| 1013 | 7 juli       | Queen                          | Breakthru                         | 4                         |
| 1014 | 14 juli      | Eric and the Good Good Feeling | Good Good Feeling                 | 16                        |
| 1015 | 21 juli      | The Beautiful South            | Song for Whoever                  | 17                        |
| 1016 | 28 juli      | Margaret Singana               | We are growing (Shaka Zulu)       | 1(4wk)                    |
| 1017 | 4 augustus   | Buster Pointdexter             | Hot Hot Hot                       | 8                         |
| 1018 | 11 augustus  | Redhead Kingpin & The FBI      | Do the Right Thing                | 7                         |
| 1019 | 18 augustus  | Tina Turner                    | The Best                          | 5                         |
| 1020 | 25 augustus  | Tears for Fears                | Sowing the Seeds of Love          | 3                         |
| 1021 | 1 september  | Rod Stewart                    | Crazy About Her                   | 7                         |
| 1022 | 8 september  | Aerosmith                      | Love in an Elevator               | 9                         |
| 1023 | 15 september | Cher                           | If I Could Turn Back Time         | 6                         |
| 1024 | 22 september | Sydney Youngblood              | If Only I Could                   | 2                         |
| 1025 | 29 september | Carly Simon                    | It's Hard to be Tender            | 6                         |
| 1026 | 6 oktober    | Billy Joel                     | We didn't start the fire          | 11                        |
| 1027 | 13 oktober   | Lou Rawls & Dianne Reeves      | Fine brown frame                  | 11                        |
| 1028 | 20 oktober   | Jive Bunny & The Mastermixers  | That's What I Like                | 5                         |
| 1029 | 27 oktober   | Anny Schilder                  | You Are My Hero                   | 9                         |
| 1030 | 3 november   | Roxette                        | Listen to Your Heart              | 3                         |
| 1031 | 10 november  | Lisa Stansfield                | All Around the World              | 1(4wk)                    |
| 1032 | 17 november  | Mr. Lee                        | Get Busy                          | 5                         |
| 1033 | 24 november  | Janet Jackson                  | Rhythm Nation                     | 11                        |
| 1034 | 1 december   | The B-52's                     | Love Shack                        | 18                        |
| 1035 | 8 december   | Billy Joel                     | Leningrad                         | 15                        |
| 1036 | 15 december  | Tol & Tol                      | Eleni                             | 3                         |
| 1037 | 22 december  | 2 Live Crew                    | Me So Horny                       | 1(2wk)                    |
| -    | 29 december  | geen Alarmschijf               | geen Alarmschijf                  | geen Alarmschijf          |

1969 ·
1970 ·
1971 ·
1972 ·
1973 ·
1974 ·
1975 ·
1976 ·
1977 ·
1978 ·
1979 ·
1980 ·
1981 ·
1982 ·
1983 ·
1984 ·
1985 ·
1986 ·
1987 ·
1988 ·
1989 · 
1990 · 
1991 · 
1992 · 
1993 · 
1994 · 
1995 · 
1996 · 
1997 · 
1998 · 
1999 · 
2000 · 
2001 · 
2002 · 
2003 · 
2004 · 
2005 · 
2006 · 
2007 · 
2008 · 
2009 ·
2010 ·
2011 ·
2012 ·
2013 ·
2014 ·
2015 ·
2016 ·
2017 ·
2018 ·
2019 ·
2020 ·
2021 ·
2022 ·
2023 ·
2024 ·
2025